# Karol Broniewski (działacz muzyczny)
Karol Broniewski (ur. 29 grudnia 1889, zm. 14 czerwca 1978 w Poznaniu) – polski dyrygent chóralny, pedagog muzyczny, kompozytor i działacz ruchu śpiewaczego.

## Życiorys
Był synem Franciszka (rzemieślnika i muzyka) oraz Jadwigi z Grzybów. Urodził się jako ósme z dziewięciorga dzieci. Rodzina była biedna, dlatego od młodych lat starał się zarobkować, głównie jako organista i członek zespołów kameralnych. W 1922 zdał w Poznaniu seminaryjną maturę i rozpoczął pracę jako nauczyciel w wiejskiej szkole w Koźminie, gdzie nauczał do 1924. Potem (do 1926) był nauczycielem w Szkole Wydziałowej we Wronkach. We Wronkach prowadził też chór Lutnia i kółko muzyczne. W 1928 ukończył w Poznaniu (dojeżdżając) Konserwatorium Muzyczne. W 1932 otrzymał dyplom klasy fortepianu, ucząc się jednocześnie techniki chóralnej i teorii muzyki (m.in. w klasie prof. Władysława Raczkowskiego). W latach 1927–1939 pracował jako nauczyciel muzyki i śpiewu w Gimnazjum im. Adama Mickiewicza w Poznaniu. Od 1929 do 1936 pracował też jako wykładowca w Żeńskim Państwowym Seminarium Nauczycielskim w Poznaniu, dyrygując równocześnie tamtejszymi chórem i orkiestrą. W 1937 otrzymał za swą działalność Srebrny Krzyż Zasługi.
Po udziale w kampanii wrześniowej wrócił do Poznania, gdzie podjął początkowo pracę konduktora tramwajowego, a potem bibliotekarza w Operze.
Po 1945 nauczał śpiewu i muzyki Gimnazjum im. Karola Marcinkowskiego w Poznaniu, a także był kierownikiem Ośrodka Metodycznego Muzyki i Śpiewu przy Kuratorium Okręgu Szkolnego w Poznaniu. Był też kierownikiem artystycznym I Okręgu Śpiewaczego Poznań-miasto oraz dyrygentem Poznańskiego Towarzystwa Muzycznego. W 1950 został dyrektorem Państwowej Podstawowej Szkoły Muzycznej im. Henryka Wieniawskiego. W 1957 otrzymał Złoty Krzyż Zasługi i złotą Honorową Odznakę miasta Poznania. W 1962, za całokształt działalności muzycznej i pedagogicznej, odznaczono go Krzyżem Kawalerskim Orderu Odrodzenia Polski, a także złotą Honorową Odznaką Śpiewaczą z laurem. W 1964 przeszedł na emeryturę.
Specjalizował się w wykonywaniu utworów Karola Szymanowskiego, Tadeusza Kasserna, Romana Padlewskiego, Feliksa Nowowiejskiego, Tadeusza Szeligowskiego, Grzegorza Gorczyckiego, Stanisława Skrowaczewskiego, a także oratoriów i kantat Jana Sebastiana Bacha oraz Ludwiga van Beethovena.
Pochowany został na cmentarzu górczyńskim (kwatera IPc-1-7).

## Rodzina
Jego żoną była Jadwiga Blüge (nauczycielka geografii), a którą miał syna Arkadiusza (pedagoga artystycznego i koncertmistrza wiolonczeli w Operze Poznańskiej).